# Ланда, Константин Юрьевич
Константин Юрьевич Ла́нда (22 мая 1972, Омск — 12 октября 2022) — российский шахматист и тренер, гроссмейстер (1995).

## Биография
Воспитанник Якова Русакова (ДЮСШ № 15, Омск). Также обучался в школе Ботвинника — Каспарова в Москве. С 1999 года жил в Дортмунде, Германия. Тренировал А. Найдича. По состоянию на 2010 год тренировал Александру Костенюк, Евгения Алексеева, Даниеле Вокатуро.
Выиграл турниры в Оберварте в 1994 и 1995 годах; Ноябрьске (1995); Убеде (1999); Дайцизау (2001); Фюрте (2002); Бад-Виззее (2002); Триесте (2005); Реджо-Эмилии (2006); Гамбурге (2007), Флиссингене (2011). Участник нокаут-чемпионата мира ФИДЕ (2004), Кубка мира ФИДЕ (2007). Победитель (1996, «Ладья» Азов) и неоднократный призёр командных чемпионатов России.
В 2019 году был тренером россиянки Александры Горячкиной, которая выиграла турнир претенденток на мировую шахматную корону (соревнование проходило с конца мая и до середины июня 2019 г.).

## Изменения рейтинга
| Графики недоступны из-за технических проблем. См. информацию на Фабрикаторе и на mediawiki.org. |